# Georg Gottfried Gervinus
Georg Gottfried Gervinus (né le 20 mai 1805 à Darmstadt, mort le 18 mars 1871 à Heidelberg) est un historien et homme politique libéral allemand .

## Œuvres
- Einleitung in die Geschichte des neunzehnten Jahrhunderts, 1853
- G. G. Gervinus Leben. Von ihm selbst, 1860, 1893
- Geschichte der poetischen National-Literatur der Deutschen, 5 Bde., 1835–1842
- Geschichte des neunzehnten Jahrhunderts seit den Wiener Verträgen, 8 Bde., 1855–1866
- Grundzüge der Historik, 1837
- Händels Oratorientexte, G. G. Gervinus (Übersetzer), Berlin, Verlag v. F. Duncker, 1875
- Shakespeare, 1862

Traductions en français
- Introduction à l'histoire du XIXe siècle, 1858 disponible sur Internet Archive
- Insurrection et régénération de la Grèce, 1863 Tome I & II disponible sur Internet Archive
- Histoire du dix-neuvième siècle depuis les traités de Vienne, 1864 lire en ligne sur Gallica